# Suiriri-da-chapada
Caça-moscas-da-chapada ou suiriri-da-chapada (Guyramemua affine) é uma espécie de ave da família dos tiranídeos. Foi descrito recentemente em 2001. Era anteriormente colocado juntamente ao suiriri-cinzento no gênero Suiriri, até ser movido para seu próprio gênero, denominado de Guyramemua, em 2017 com base em um estudo filogenético molecular.

## Descrição
É muito semelhante ao suiriri-cinzento, distinguindo-se dessa espécie pela ponta clara da cauda mais pronunciada, pelo bico ligeiramente mais curto e pelo canto diferente. Tem também uma exibição de parada nupcial diferente do suiriri-cinzento.

## Distribuição ehabitat
Esta espécie é encontrada em zonas de cerrado e chapada, na região centro-sul do Brasil e em regiões adjacentes da Bolívia.

## Reprodução
O suiriri-da-chapada nidifica em setembro-dezembro. O ninho em forma de cesto é feito de fibras vegetais, ornamentado com líquens e folhas secas. O ninho é colocado numa ramificação de uma árvore ou arbusto. A fêmea põe 1-2 ovos de cor creme-claro que são incubados exclusivamente pela fêmea durante cerca de 15 dias. As crias saem do ninho 17,5-19 dias depois de eclodirem.

## Estado e conservação
Esta espécie está classificada como quase ameaçada devido ao declínio populacional da ordem dos 30% observado nos últimos 10 anos. As principais ameaças são a perda de habitat devido à conversão de zonas de cerrado em eucaliptais e pinhais, à urbanização e à expansão da criação de gado.